# Максим Горький (Чувашия)
Макси́м Го́рький (чув. Максим Горький) — посёлок в Шемуршинском районе Чувашской Республики России. Входит в состав Чепкас-Никольского сельского поселения.

## География
Посёлок находится в юго-восточной части Чувашии, в пределах Чувашского плато, в зоне хвойно-широколиственных лесов, на левом берегу реки Чепкасы, в эксклаве Шемуршинского района, на расстоянии 23 км и примерно 19 километров (по прямой) к востоку-северо-востоку (ENE) от Шемурши, административного центра района. Абсолютная высота — 153 метра над уровнем моря. Расстояние до Чебоксар — 183 км, до железнодорожной станции 98 км.
Климат
Климат характеризуется как умеренно континентальный, с умеренно холодной снежной зимой и тёплым летом. Среднегодовая температура воздуха — 3,1 °С. Средняя температура воздуха самого тёплого месяца (июля) — 18,7 °C (абсолютный максимум — 37 °C); самого холодного (января) — −12,3 °C (абсолютный минимум — −42 °C). Среднегодовое количество атмосферных осадков составляет 530 мм.
Часовой пояс
Посёлок Максим Горький, как и вся Чувашия, находится в часовой зоне МСК (московское время). Смещение применяемого времени относительно UTC составляет +3:00.
Административно-территориальная принадлежность
В составе: Шемуршинского (с 1933 года), Батыревского (с 20 декабря 1962 года) районов, с 14 марта 1965 года — в Шемуршинском районе. Сельские советы: с 1933 года — Чепкасинский, с 31 января 1935 года — Чепкас-Никольский:184.

## История
Посёлок известен с начала 1930-х годов. В 1933 году образован колхоз «Максим Горький». С 1947 года функционировала начальная школа. По состоянию на 1 мая 1981 года посёлок — в составе колхоза «Восход»:107. 

## Население
| 2010 | 2012 |
| ---- | ---- |
| 26   | ↗30  |

Половой состав
По данным Всероссийской переписи населения 2010 года в гендерной структуре населения мужчины составляли 46,2 %, женщины — соответственно 53,8 %.
Национальный состав
Согласно результатам переписи 2002 года, в национальной структуре населения чуваши составляли 94 % из 36 человек.